# Romulus i Remus

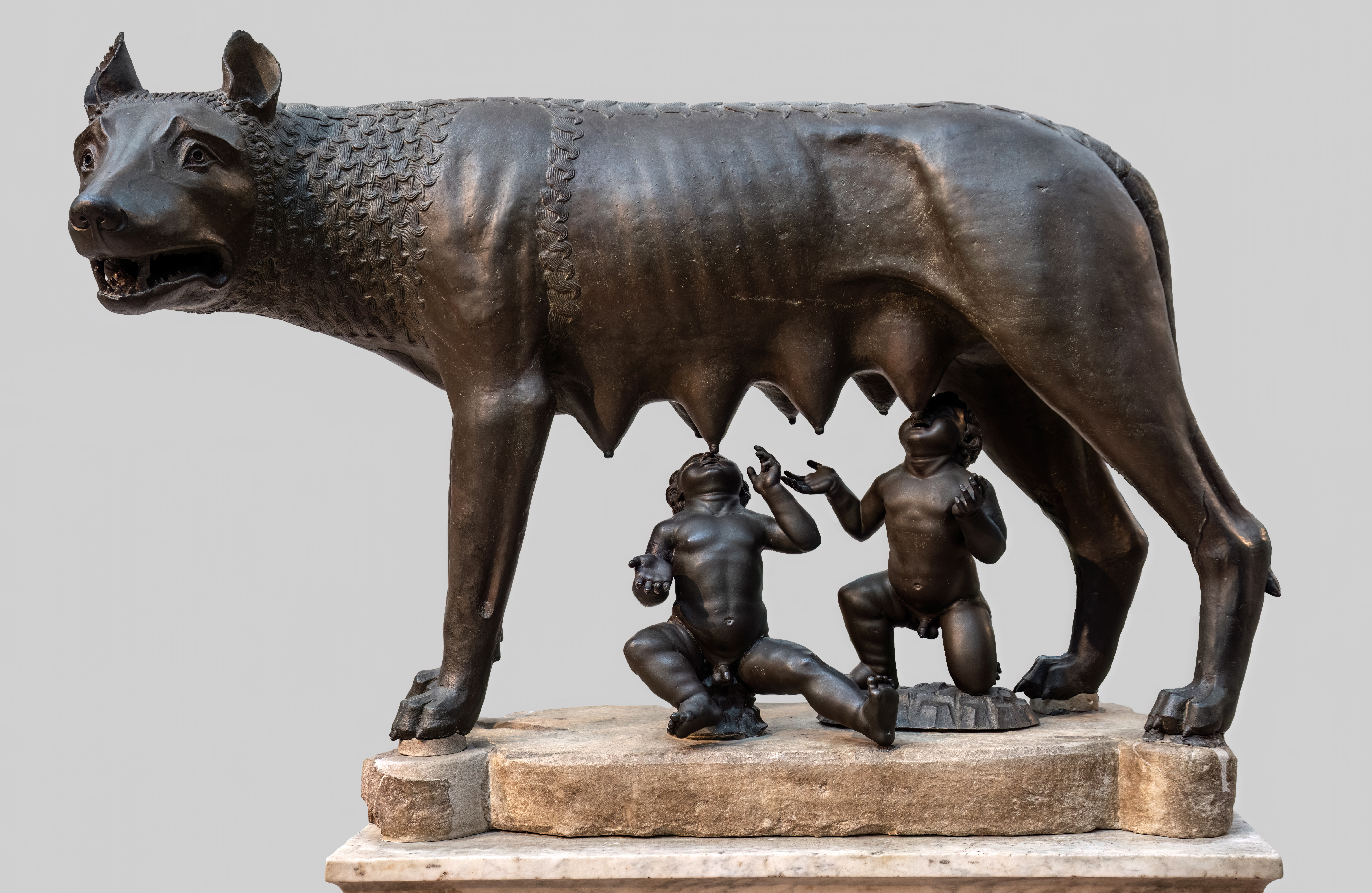
Wilczyca kapitolińska – symbol Rzymu

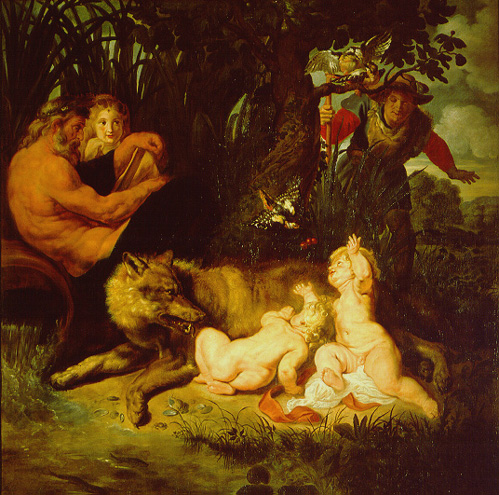
Romulus i Remus karmieni przez wilczycę (Rubens, 1618)

Romulus i Remus – bracia bliźniacy, legendarni założyciele miasta Rzym. Romulus według legend był założycielem Rzymu i jego pierwszym władcą. Prawdopodobnie żył w połowie VIII wieku p.n.e. (lata: 772–716), natomiast Remus, według obliczeń starożytnych, żył w latach 772–753 p.n.e. Rzymianie uznawali ich za dzieci boga Marsa. Matka chłopców wywodziła się z królewskiego rodu pochodzącego od Eneasza.

## Historia

### Do obalenia uzurpatora
Według rzymskich historyków, przede wszystkim Liwiusza, bracia byli wnukami króla miasta Alba Longa, Numitora, który miał młodszego brata, Amuliusa. Ich ojciec, Prokas, wyznaczył na następcę starszego syna. Ta decyzja nie spodobała się Amuliuszowi. Dlatego dokonał on zamachu stanu, obalił prawowitego władcę i przejął rządy nad miastem. Numitor nie stracił życia, pozostał wolny i żył we własnym majątku, lecz na rozkaz nowego króla jego syn, Lausus, został zamordowany, natomiast córka, Rea Sylwia, uczyniona westalką. Zabieg ten miał uniemożliwić jej posiadanie potomstwa, gdyż kapłanki Westy żyły w celibacie, Amuliusz chciał w ten sposób zapewnić sukcesję dla swoich dzieci.
Mimo to kobieta zaszła w ciążę i urodziła dwóch chłopców, Romulusa i Remusa. Ojciec dzieci nie był znany, matka bliźniąt twierdziła, że jest nim sam bóg Mars (według przekazu Liwiusza mogła w ten sposób chcieć uniknąć kary), jednak stryj nie uwierzył w boskiego sprawcę poczęcia i rozkazał ją uwięzić, a następnie zagłodzić na śmierć (choć zwyczajowo westalki za występek przeciwko czystości karano poprzez zakopanie żywcem). Na domiar tego Amulius nakazał utopić dzieci w Tybrze.
Jednak w owym czasie doszło do wylewu rzeki, w związku z tym dostęp do jej koryta był uniemożliwiony. Dlatego ludzie mający zabić dzieci postanowili zostawić koszyk z bliźniakami w jednym z zalewisk (według Liwiusza w tym miejscu porastała później figa Remusa), który następnie porwała woda i osadziła na mieliźnie. Bracia zaczęli płakać, ich płacz ostatecznie usłyszała wilczyca i nakarmiła dzieci własnym mlekiem (z tego względu wilczyca jest nieoficjalnym symbolem Rzymu, najbardziej znany jej wizerunek to Wilczyca kapitolińska). W pewnym momencie wilczycę zaobserwował pasterz królewski Faustulus. Znalazł on koszyk z dziećmi i zabrał go do swojego domu, tam wraz z żoną Accą Laurentią zajął się ich wychowaniem.
Chłopcy zajmowali się pracą w stajniach, na pastwiskach przy bydle oraz polowaniami w okolicznych kniejach. Ostatecznie wyrośli na dzielnych, silnych i charyzmatycznych mężczyzn. Przewodzili grupie swoich rówieśników, też pasterzy, których grono systematycznie się powiększało. Podobno bracia napadali na bandy rozbójników grabiących okolicę, a łupy z tych eskapad dzielili między swoich towarzyszy. Pewnego razu wzięli udział w zabawie, zwanej Luperkaliami, organizowanej na Palatynie. W trakcie zabawy zostali wciągnięci w zasadzkę przez owych zbójów, których wcześniej złupili. Ostatecznie Romulus się z niej wydostał, lecz rozbójnikom udało się pochwycić Remusa.
Następnie zaprowadzili go przed oblicze Amuliusa, gdzie oskarżyli go o napaści na majątki Numitora. Król zadecydował przekazać młodzieńca swemu bratu, aby go osądził. Gdy Remus przebywał w więzieniu, Numitor dowiedział się, że chłopak ma brata bliźniaka. Zorganizował krótkie śledztwo, które uświadomiło mu, że więziony młodzieniec jest najprawdopodobniej jego wnukiem. W międzyczasie Romulus powrócił do rodzinnego domu. Tam Faustulus, domyślający się od dawna, że obaj chłopcy są potomkami królewskiego rodu, postanowił wyjawić mu prawdę o jego pochodzeniu.
Romulus postanowił pomóc odzyskać tron dla swojego dziadka i zorganizował dość liczną grupę pasterzy, która została podzielona na mniejsze gromady. Kolejno każda z nich, w krótkim odstępie czasowym, rozpoczęła otaczać pałac królewski. Remus, wcześniej uwolniony przez Numitura przybył bratu w sukurs z własnym oddziałem pasterzy. Numitur natomiast wysłał dezinformującą wiadomość, mającą ułatwić wnukom obalenie tyrana, skierowaną do gwardii królewskiej, czym pozbawił Amuliusa wsparcia własnych żołnierzy. W ten sposób bracia zgładzili uzurpatora.
Po zabójstwie Numitur zwołał zgromadzenie, na którym wyjaśnił przyczyny całego zajścia. Podczas zebrania ujawnił tożsamość Romulusa i Remusa, opowiedział ich historię oraz wyjawił, że pozbawili życia Amuliusa na jego rozkaz, gdyż ten wcześniej go obalił. Zebrani ogłosili nowym królem Numitura, który w ten sposób odzyskał prawowitą władzę.

### Założenie miasta Rzym
Romulus i Remus, po obaleniu Amuliusa, postanowili opuścić Albę i założyć nowe miasto. Wokół nich zebrała się dość duża grupa ludzi. Na lokalizację swojej miejscowości wybrali miejsce, w którym Tyber wyrzucił ich na brzeg. Ze względu na równy wiek obu braci nie obowiązywała zasada starszeństwa, dlatego też wybór króla miasta pozostawili woli bogów. Każdy z osobna, na oddzielnym wzgórzu, zorganizował auspicjum. Romulus wybrał Palatyn, a Remus Awentyn. Podobno Remusowi jako pierwszemu objawiło się sześć sępów, co część ich towarzyszy uznała za pomyślną oznakę ze strony bogów, lecz po chwili Romulus zaobserwował aż dwanaście tych samych ptaków.
Upokorzony porażką Remus zaczął drwić z brata i przeskoczył bruzdę wyznaczającą granicę przyszłego miasta. Ten zabił go w gniewie, wypowiadając przy tym słowa: „niechaj tak zginie każdy, kto przez mury moje przejść się odważy!” (łac. Sic deinde, quicumque alius transiliet moenia mea!). Miało się to stać 21 kwietnia 753 roku p.n.e. i z tego powodu 21 kwietnia jest obchodzony jako urodziny Rzymu. Tym sposobem Romulus został królem. Według legendy miasto nazwano, od jego imienia, Rzymem. Obecnie badania wskazują, że Roma pochodzi ona od nazwy etruskiego plemienia Rumlna.
Liwiusz podaje też inną, mniej popularną, wersję wydarzeń: Po auspicjach wydzieliły się dwa stronnictwa, które ogłosiły królem obu braci. Zwolennicy Remusa argumentowali, że to on wcześniej zauważył ptaki, jednak sympatycy Romulusa uznawali większą liczbę sępów. Ostatecznie doszło do kłótni, która przerodziła się w bójkę. Remus ugodzony umarł na miejscu.

### Dalsze losy
Romulus panował dłuższy czas i miał zostać wzięty żywcem do nieba, by stać się bogiem Kwirynem (łac. Quirinus). Jego następcą na tronie rzymskim został Numa Pompiliusz.

## Wpływ mitu na kulturę
Mity o Romulusie znalazły odzwierciedlenie w literaturze, muzyce i sztuce (m.in. opery z XVII–XIX w., rzeźba Wilczyca kapitolińska, P.P. Rubens, P. da Cortona).